# Geurkunst

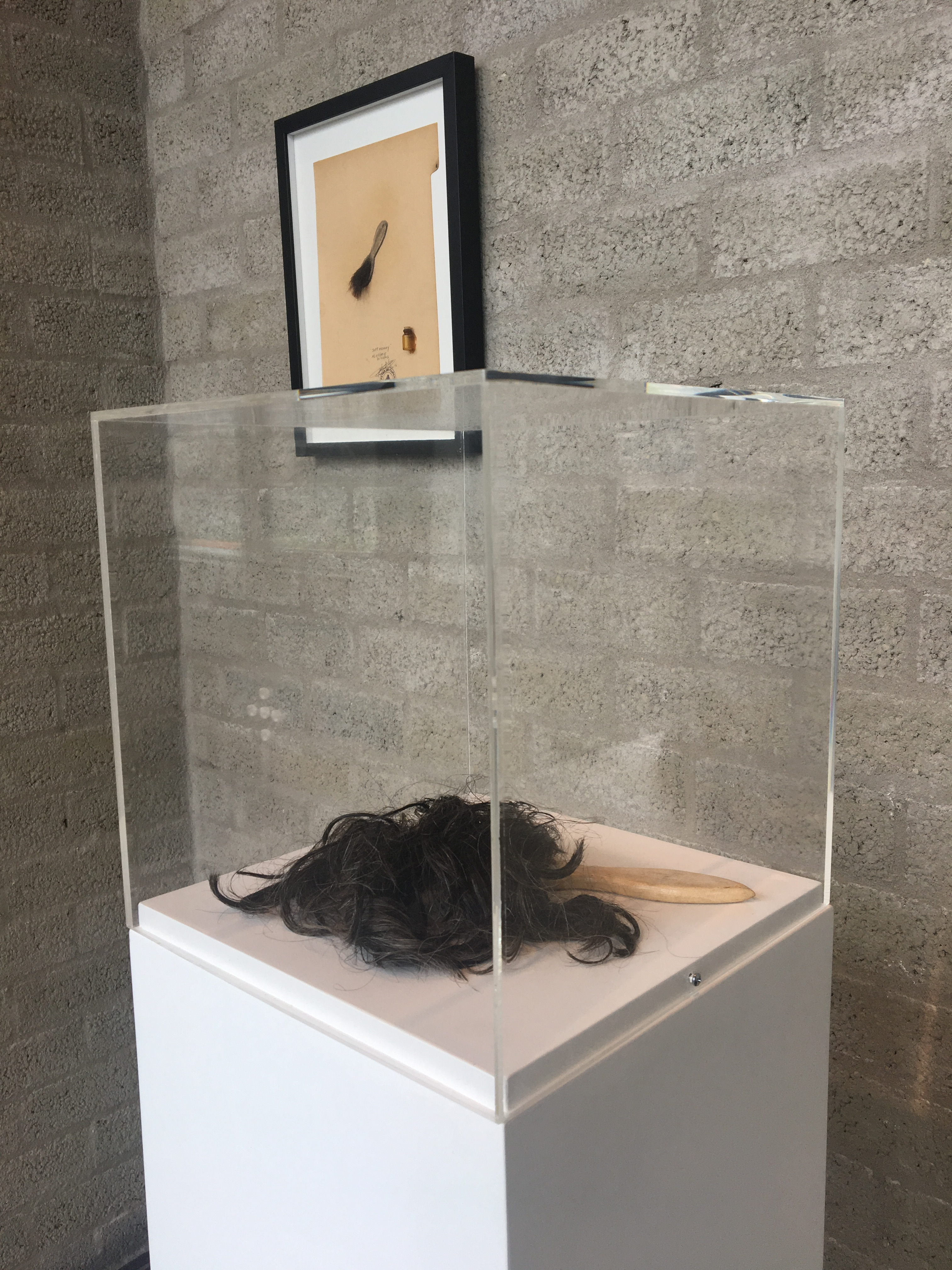
Soft memory - Een haarborstel met haar van een Tweede Wereldoorlogoverlevende en kruitgeur. Geurkunstobject door Peter De Cupere.

Scents Communication - Olfactorische collage (gemaakt uit citaten van eigen geurwerken '1979-1990') door Guy Bleus - 42.292.

Geurkunst (ook olfactorische kunst of olfactieve kunst) is een kunstvorm die geur als een medium gebruikt.
Olfactieve kunst is volgens sommige wetenschappers opgekomen rond 1980 als officiële kunstvorm. Maar al in 1857 wijdde de chemicus en parfumeur Septimus Piesse een boek aan parfum als kunstvorm. Marcel Duchamp maakte als een van de eerste 'beeldende kunstenaars' regelmatig gebruik van geuren in de jaren dertig en veertig.
Een bekend Nederlands kunstwerk waarbij gebruik is gemaakt van geur is de pindakaasvloer van Wim T. Schippers. Minder bekend, maar nog veel meer op geur gericht, was Schippers' installatie 'Program of Smells', dat in 1965 in Hilversum bij uitgeverij de Jongh en Co werd uitgevoerd. In een volledig witte kale ruimte, met slechts een gloeilamp in het midden, konden mensen achtereenvolgens sinaasappel, ceder, anijs en musk ruiken. Pieter Brattinga ontwierp er een poster voor die zich in de collectie van het Stedelijk Museum bevindt. 'Ceder doet denken aan de schooltijd, aan het kauwen op potloden', zei Schippers er later over. Dat er verder niets was te zien, en iemand erom had gevraagd beantwoordde volgens hem aan het 'l'art pour l'art principe'. Een reconstructie van de geuren was in 2017 te ruiken op de tentoonstelling 'Aromatic Art Reconstructed', in 2017 op de Vrije Universiteit Amsterdam.
Een andere pionier van de olfactieve kunst is de Belgische kunstenaar Guy Bleus. Sinds de jaren zeventig van de vorige eeuw maakt hij geurwerken en integreert hij geuren in zijn collages, installaties en performances.  Voorbeeld zijn de vele 'odour tubes' (gemaakt op basis van isolatiemateriaal) die hij via de post zond naar kunstgaleries, zoals naar Lara Vincy in Parijs in 1979; of de 'scentspaintings' (jaren negentig) waarbij een ventilator achter het doek zorgde voor de verspreiding van de geuren naar het publiek.
In 2010 was er in het Stedelijk Museum Amsterdam een kunstwerk van Job Koelewijn te zien en te ruiken. 'Nursery Piece' (2009) bestaat uit gekleurde mandala's van zand op de vloer, uitgespreid over het uit elkaar gehaalde boek 'De Ethica' van Spinoza. De geur van menthol zou volgens Koelewijn niet alleen de luchtwegen openen, maar ook de geest. Door het ruiken aan de geur, wordt de ingewikkelde materie uit het boek volgens hem toegankelijker.

## Kunstenaars
- Guy Bleus
- Peter De Cupere
- Wim T. Schippers
- Marcel Duchamp
- Maki Ueda
- Clara Ursitti
- Sissel Tolaas
- Job Koelewijn